# Solana de las Pilillas
Solana de las Pilillas est un site archéologique situé dans la commune de Requena (comarque de Requena-Utiel), dans la province de Valence (Catalogne, Espagne),. 
Cet établissement humain date du Ve siècle av. J.-C. et il est considéré comme le centre viticole le plus ancien d'Espagne. Il est déclaré Bien d'intérêt culturel.

## Découverte
En septembre 2009, d'importants restes d'outils néandertaliens, du Paléolithique moyen, ont  été localisés sur le site, situé à Los Duques (un quartier de la municipalité valencienne de Requena), parmi lesquels se trouvent des grattoirs, denticulés et perforateurs, restes de sculpture et fragments de charbon de bois, en bon état de conservation, datés de 50 000 ans av. J.-C.. Ce site est l'un des rares de cette époque situé en plein air dans le Pays Valencien.
Le site s'étend le long d'un versant orienté vers le sud, situé entre la partie inférieure du versant et la coupure où s'insère la Rambla dels Morenos  du Parc naturel des gorges du Cabriel. 
Le ministère de l'Éducation, de la Culture et du Sport du Conseil de la Généralité valencienne a demandé à l'UNESCO de déclarer le site Patrimoine mondial. Celui-ci compte six cuves creusées dans la roche et deux piliers à différents niveaux pour produire du vin. Les cuves et les piliers sont réalisés sur de gros blocs de calcaire tombés des montagnes. On en extrayait du moût de raisin qui, après fermentation, se transformait en vin.

## Galerie

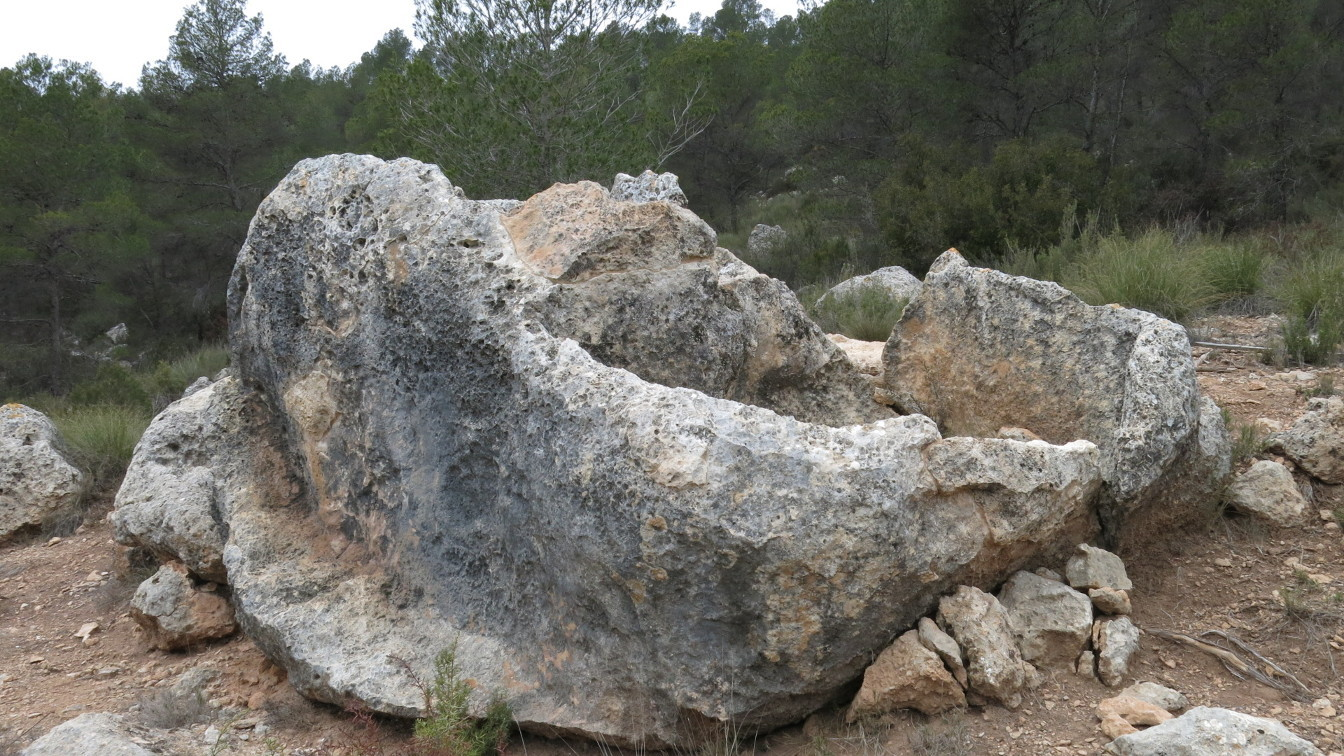
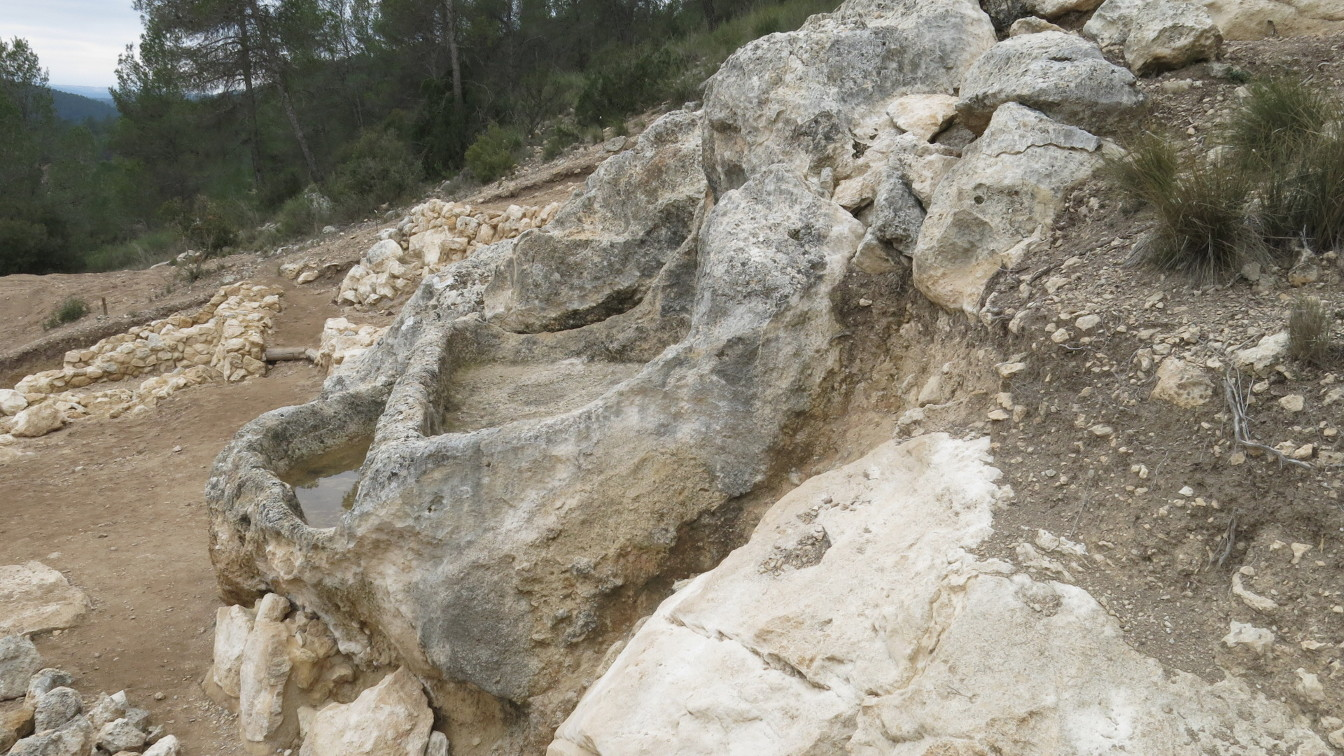